# ديتر غيرهارد
ديتر غيرهارد (بالإنجليزية: Gerhardt Dieter) هو جاسوس جنوب أفريقي، ولد في 1 نوفمبر 1935 في برلين في ألمانيا.